# Melanie Ann Oliver
Melanie Ann Oliver é uma editora de cinema neozelandesa.